# Paul Komolafe
Paul Seun Komolafe (* 12. Juni 2000 in Lagos) ist ein nigerianischer Fußballspieler.

## Karriere
Komolafe begann seine Karriere bei Akwa United. Im Februar 2020 wechselte er zum österreichischen Zweitligisten Kapfenberger SV, bei dem er einen bis Dezember 2020 laufenden Vertrag erhielt. Sein Debüt für die Steirer in der 2. Liga gab er im Juni 2020, als er am 20. Spieltag der Saison 2019/20 gegen den SK Austria Klagenfurt in der 76. Minute für Paul Mensah eingewechselt wurde. In zwei Jahren in Kapfenberg kam er insgesamt zu 30 Zweitligaeinsätzen, in denen er sechs Tore erzielte. Im Januar 2022 verließ er die KSV und ging nur einen Monat später zu Qizilqum Zarafshon nach Usbekistan. Nach einem Jahr in der Uzbekian Super League ging er für die Rückrunde der Saison 2022/23 zum Arbroath FC nach Schottland. Anfang 2024 wechselte er nach einer halbjährigen Vereinslosigkeit zum albanischen Erstligisten KF Erzeni Shijak. Doch schon nach drei Monaten mit nur drei Pflichtspielen verließ er den Verein wieder und ging am 21. März weiter zu Chittagong Abahani Limited in die Bangladesh Premier League. Auch hier war folgenden August wieder Schluss und Komolafe war bis zum 18. Februar 2025 vereinslos, ehe ihn der tadschikische Erstligist FC Khujand unter Vertrag nahm.